# Manasarovar
Il lago Manasarovar (sanscrito: मानसरोवर; tibetano: མ་ཕམ་གཡུ་མཚོ།; 'Wylie': ma pham g.yu mtsho; cinese: 玛旁雍错
(semplificato), 瑪旁雍錯(tradizionale) anche scritto Mapam Yumtso e Manas Sarovar (in sanscrito e diverse altre lingue dell'India), è un lago di acqua dolce e alta quota, alimentato dai ghiacciai del vicino Monte Kailash nel Tibet, Cina. È un luogo sacro per quattro religioni: Bön, Buddhismo, Induismo e Giainismo.

## Etimologia del nome
In sanscrito "Manasarovar" (मानसरोवर) è una combinazione di due parole: "Mānas" (मानस्) ovvero "mente" (nel senso più ampio, valido per tutti i poteri mentali), intelletto, intelligenza, comprensione, percezione, senso, coscienza mentre sarovara (सरोवर) significa "lago o grosso stagno".

## Geografia

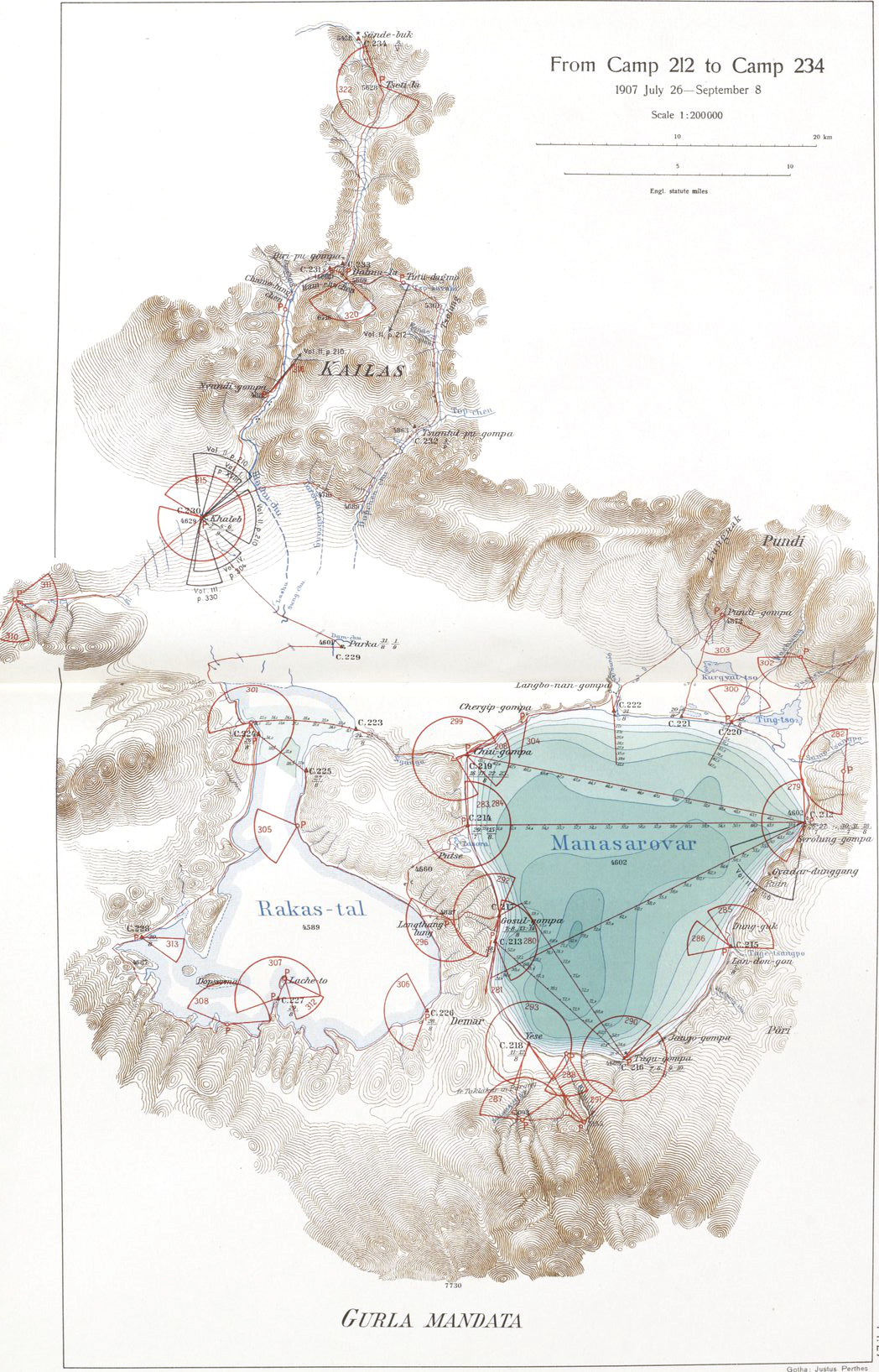
Mappa della regione

Il lago Manasarovar giace a un'altitudine di 4.590 metri sul livello del mare, quota piuttosto elevata per un lago di acqua dolce sull'Altopiano del Tibet, per lo più costellato di laghi salini.
È di forma relativamente arrotondata, con un perimetro di circa 88 km e una superficie di 320 km². Comunica con il Lago Rakshastal  tramite il canale naturale Ganga Chu. Si trova nelle vicinanze della sorgente del fiume Sutlej, il più orientale dei grandi affluenti dell'Indo, e anche a poca distanza da quelle del Brahmaputra, dello stesso Indo e del Karnali, anche chiamato Ghaghara, che attraversa il Nepal fino a diventare un importante tributario del Gange.
L'eventuale eccesso stagionale di acqua defluisce nel Rakshastal, che però è un bacino endoreico. Già parte del bacino del Sutlej, i due laghi sono stati separati dall'attività tettonica.

## Importanza religiosa

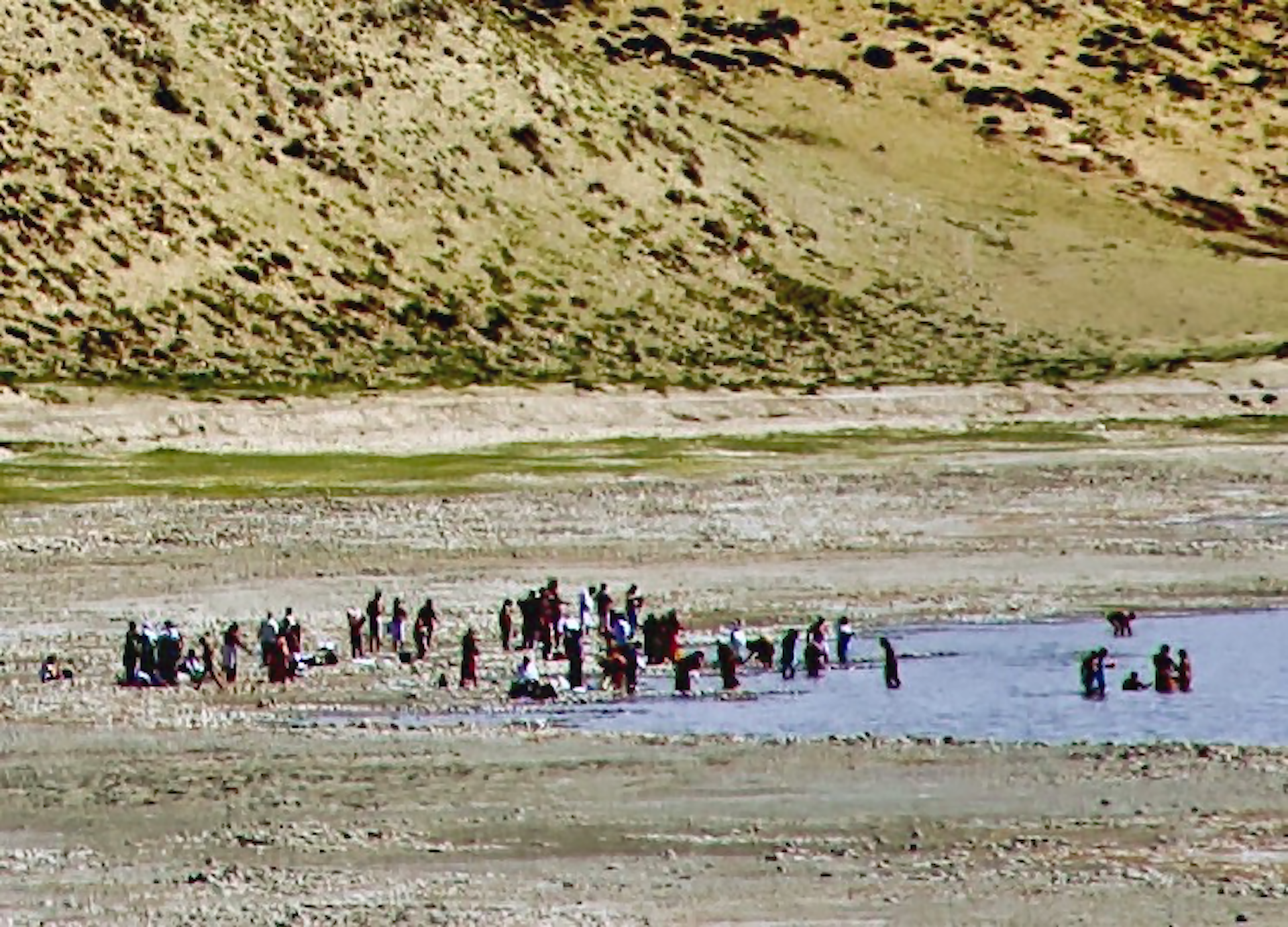
Pellegrini indiani che si bagnano e purificano nel Manasarovar

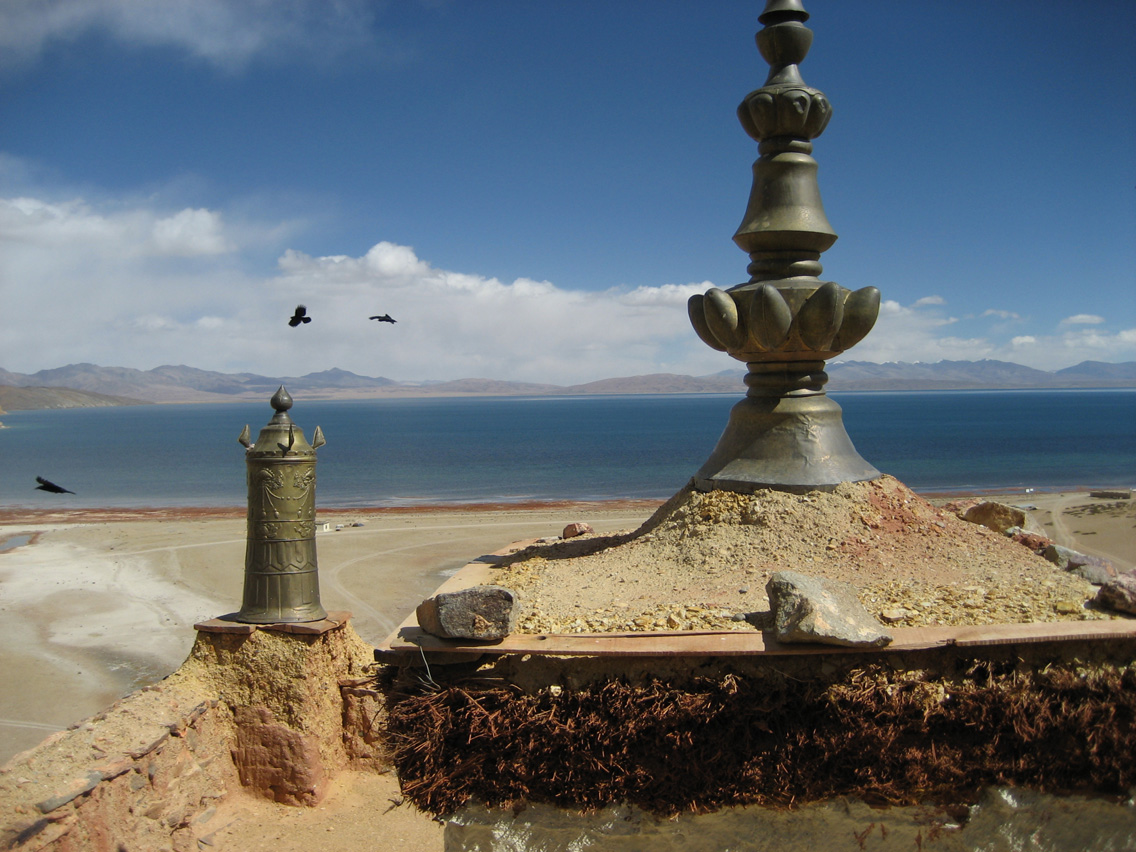
Panorama da Chiu Gompa

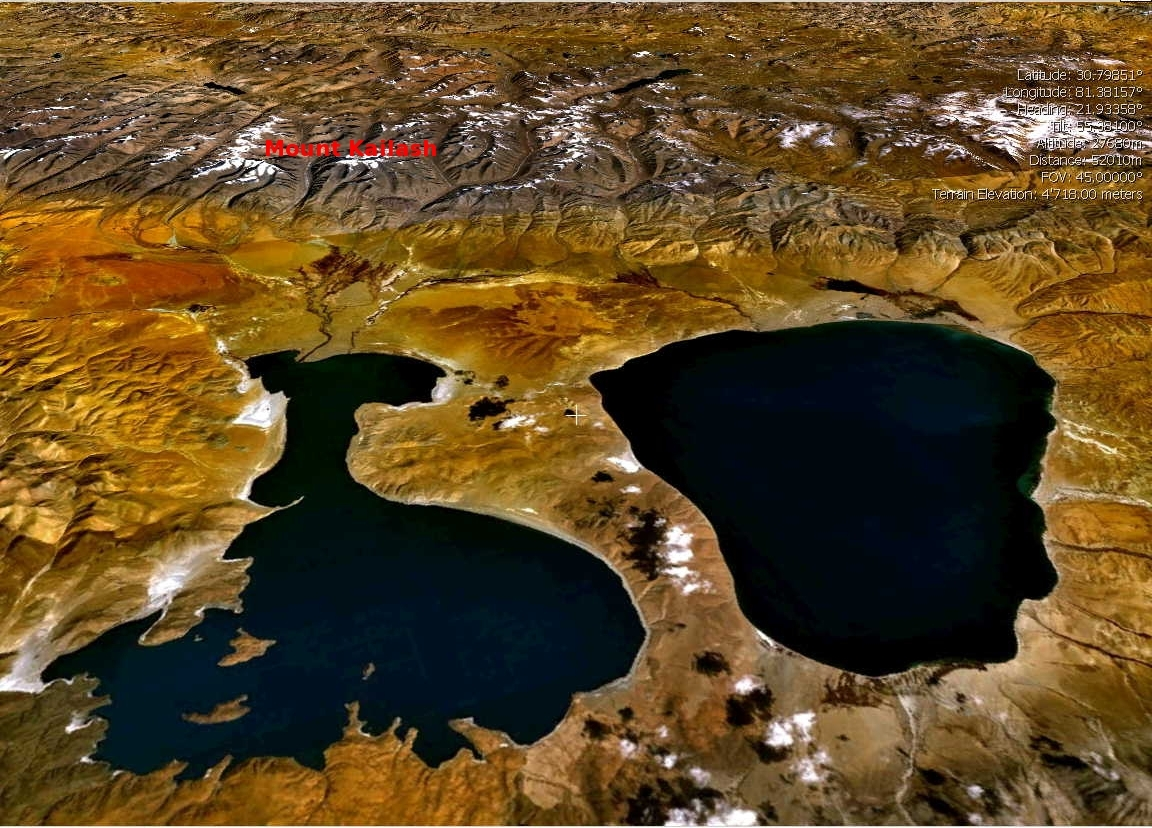
Immagine satellitare dei laghi Manasarovar (dx) e Rakshastal (sx), con il Monte Kailash sullo sfondo

### Induismo
Per l'Induismo il lago fu prima creato nella mente del Signore Brahma, e successivamente si manifestò sulla Terra.Per gli indù il Manasarovar è una personificazione della purezza, e chi vi si bagna o ne beve l'acqua, dopo la morte accederà alla dimora di Siva, in quanto purificato di tutti i peccati commessi persino in cento vite. Pellegrinaggi vengono organizzati con regolarità, in particolare dall'India, il più famoso dei quali è l'annuale "Kailash Manas Sarovar Yatra".
Il Manasarovar è vicino alle sorgenti di quattro grandi fiumi dell'Asia, ovvero Brahmaputra, Ghaghara, Indo e Sutlej, e costituisce quindi da millenni un centro di attrazione per i pellegrinaggi, anche se la zona è stata chiusa ai pellegrini provenienti dall'estero in seguito alla Battaglia dell'Amdo, combattuta dalla Repubblica Popolare Cinese per ristabilire il controllo sul Tibet, quindi a nessuno straniero è stato consentito di accedervi tra il 1951 e il 1980. Successivamente però i pellegrinaggi e i viaggi nella zona sono potuti riprendere.
Come già detto, per gli indù il lago sarebbe stato creato nella mente di Brahma e per questo è chiamato "Manasa sarovaram", combinazione delle parole sanscrite che signficano "mente" e "lago". 
Esso è inoltre ritenuto essere la dimora estiva dell'hamsa, uccello che, ritenuto sacro, è un elemento importante nella simbologia del subcontinente, rappresentando saggezza e beltà.
Secondo la teologia indù vi sono cinque laghi sacri, collettivamente chiamati Panch-Sarovar — Manasarovar, Bindu Sarovar, Narayan Sarovar, Pampa Sarovar e Pushkar Sarovar — citati anche nel Bhāgavata Purāṇa.
Gli abitanti della zona sono chiamati Manasarovariya. La grande maggioranza dei locali seguaci dell'induismo appartengono alla tribù Koli, detta dei Patel Manasarovariya o Patel Mandhatri, e si dichiarano discendenti dell'antico re Mandhatri o Mandhata della Dinastia Suryavansha o Ikshvaku. Nelle vicinanze si leva infatti un monte che prende nome da loro, il Gurla Mandhata, che con i suoi 7.694 m è la vetta più alta del Nalakankar Himal.

### Religione Bön
Anche la religione Bön è connessa con il luogo santo della sacra divinità Zhang Zhung Meri. Allorché Tonpa Shenrab Miwoche, il fondatore, visitò il Tibet per la prima volta – venendo dal regno spirituale non-duale di Tagzig Wolmo Lungring – si bagnò nel lago.

### Buddhismo
I buddhisti associano il lago al leggendario Anavatapta (sanscrito; pali Anotatta) dove si crede che la Regina Maya abbia concepito Gautama Buddha. Sulle sponde del Manasarovar si levano alcuni vihara, il più notevole dei quali è l'antico Chiu Gompa, edificato su un'erta altura, che fa quasi pensare esso sia stato scolpito nella roccia. Quasi di fronte a esso si trova il gompa di Seralung.
Il lago è molto popolare nella letteratura buddhista e associato a molti insegnamenti e racconti. Sulle sue sponde Buddha avrebbe risieduto e meditato in diverse occasioni. Esso è anche argomento della tradizione meditativa tibetana del Gioiello del Tibet, resa popolare da una narrazione e descrizione moderna di Robert Thurman.

### Giainismo
Nel Giainismo il lago Manasarovar è associato con il primo Tirthamkara, Rishabha. Secondo le scritture di questa religione il primo Tirthamkar, Bhagwan Rushabhdev, raggiunse il nirvana sul Monte Ashtapad, situato nel sereno Himalaya, dove suo figlio, Bharata Chakravartin, costruì un palazzo adorno di gemme. Molti sono poi i racconti attorno a questo monte.

## Clima
| Dati meteo          | Mesi  | Mesi  | Mesi | Mesi | Mesi | Mesi | Mesi | Mesi | Mesi | Mesi | Mesi  | Mesi  | Stagioni | Stagioni | Stagioni | Stagioni | Anno |
| Dati meteo          | Gen   | Feb   | Mar  | Apr  | Mag  | Giu  | Lug  | Ago  | Set  | Ott  | Nov   | Dic   | Inv      | Pri      | Est      | Aut      | Anno |
| ------------------- | ----- | ----- | ---- | ---- | ---- | ---- | ---- | ---- | ---- | ---- | ----- | ----- | -------- | -------- | -------- | -------- | ---- |
| T. max. media (°C)  | −3,2  | −2,0  | 0,9  | 6,4  | 10,2 | 13,7 | 13,7 | 13,1 | 13,1 | 11,1 | 6,5   | 1,0   | −1,4     | 5,8      | 13,5     | 10,2     | 7,0  |
| T. media (°C)       | −8,9  | −7,6  | −4,2 | −0,1 | 3,1  | 7,1  | 8,4  | 8,0  | 8,0  | 5,4  | −0,2  | −5,1  | −7,2     | −0,4     | 7,8      | 4,4      | 1,2  |
| T. min. media (°C)  | −14,5 | −13,1 | −9,2 | −6,6 | −4,0 | 0,6  | 3,1  | 3,0  | −0,2 | −6,8 | −11,1 | −13,3 | −13,6    | −6,6     | 2,2      | −6,0     | −6,0 |
| Precipitazioni (mm) | 52    | 34    | 52   | 30   | 26   | 40   | 125  | 135  | 66   | 29   | 7     | 18    | 104      | 108      | 300      | 102      | 614  |